# Trilbardou
Trilbardou és un municipi francès, situat al departament de Sena i Marne i a la regió de Illa de França. L'any 2007 tenia 603 habitants.
Forma part del cantó de Claye-Souilly, del districte de Meaux i de la Comunitat d'aglomeració del Pays de Meaux.

## Demografia

### Població
El 2007 la població de fet de Trilbardou era de 603 persones. Hi havia 224 famílies, de les quals 47 eren unipersonals (39 homes vivint sols i 8 dones vivint soles), 55 parelles sense fills, 106 parelles amb fills i 16 famílies monoparentals amb fills.
La població ha evolucionat segons el següent gràfic:
Habitants censats

### Habitatges
El 2007 hi havia 269 habitatges, 227 eren l'habitatge principal de la família, 19 eren segones residències i 23 estaven desocupats. 207 eren cases i 54 eren apartaments. Dels 227 habitatges principals, 156 estaven ocupats pels seus propietaris, 64 estaven llogats i ocupats pels llogaters i 7 estaven cedits a títol gratuït; 9 tenien una cambra, 27 en tenien dues, 56 en tenien tres, 46 en tenien quatre i 89 en tenien cinc o més. 158 habitatges disposaven pel capbaix d'una plaça de pàrquing. A 90 habitatges hi havia un automòbil i a 126 n'hi havia dos o més.

### Piràmide de població
La piràmide de població per edats i sexe el 2009 era:
| Homes | Edats   | Dones |
| ----- | ------- | ----- |
| 0     | 95 o +  | 0     |
| 0     | 90 a 94 | 0     |
| 0     | 85 a 89 | 0     |
| 4     | 80 a 84 | 8     |
| 0     | 75 a 79 | 4     |
| 0     | 70 a 74 | 0     |
| 8     | 65 a 69 | 8     |
| 0     | 60 a 64 | 8     |
| 4     | 55 a 59 | 8     |
| 20    | 50 a 54 | 8     |
| 16    | 45 a 49 | 20    |
| 24    | 40 a 44 | 20    |
| 24    | 35 a 39 | 28    |
| 24    | 30 a 34 | 16    |
| 36    | 25 a 29 | 40    |
| 12    | 20 a 24 | 12    |
| 16    | 15 a 19 | 20    |
| 20    | 10 a 14 | 12    |
| 24    | 5 a 9   | 16    |
| 32    | 0 a 4   | 8     |

## Economia
El 2007 la població en edat de treballar era de 437 persones, 332 eren actives i 105 eren inactives. De les 332 persones actives 312 estaven ocupades (167 homes i 145 dones) i 20 estaven aturades (8 homes i 12 dones). De les 105 persones inactives 30 estaven jubilades, 41 estaven estudiant i 34 estaven classificades com a «altres inactius».

### Ingressos
El 2009 a Trilbardou hi havia 222 unitats fiscals que integraven 576 persones, la mediana anual d'ingressos fiscals per persona era de 22.259 €.

### Activitats econòmiques
Dels 35 establiments que hi havia el 2007, 2 eren d'empreses extractives, 1 d'una empresa alimentària, 4 d'empreses de fabricació d'altres productes industrials, 7 d'empreses de construcció, 11 d'empreses de comerç i reparació d'automòbils, 1 d'una empresa d'hostatgeria i restauració, 1 d'una empresa immobiliària, 2 d'empreses de serveis, 1 d'una entitat de l'administració pública i 5 d'empreses classificades com a «altres activitats de serveis».
Dels 8 establiments de servei als particulars que hi havia el 2009, 1 era un taller de reparació d'automòbils i de material agrícola, 4 guixaires pintors, 1 fusteria, 1 lampisteria i 1 perruqueria.
Dels 4 establiments comercials que hi havia el 2009, 1 era una botiga de menys de 120 m² i 3 carnisseries.
L'any 2000 a Trilbardou hi havia 3 explotacions agrícoles.

## Equipaments sanitaris i escolars
El 2009 hi havia una escola elemental.

## Poblacions més properes
El següent diagrama mostra les poblacions més properes.